# Belgische kampioenschappen indoor atletiek 1996
In 1996 werden de Belgische kampioenschappen indoor atletiek Alle Categorieën gehouden op zondag 4 februari in Gent. 

## Uitslagen

### 60 m
| rang   | atleet                    | prestatie |
| ------ | ------------------------- | --------- |
| Goud   | Patrick Stevens           | 6,75 s    |
| Zilver | Nathan Bongelo Bongelemba | 6,77 s    |
| Brons  | Andrew Reets              | 6,84 s    |

| rang   | atlete           | prestatie |
| ------ | ---------------- | --------- |
| Goud   | Sandrine Hennart | 7,43 s    |
| Zilver | Kim Gevaert      | 7,48 s    |
| Brons  | Nancy Callaerts  | 7,56 s    |

### 200 m
| rang   | atleet            | prestatie |
| ------ | ----------------- | --------- |
| Goud   | Erik Wijmeersch   | 20,94 s   |
| Zilver | Gaetan Bernard    | 21,52 s   |
| Brons  | Patrick De Clercq | 22,00 s   |

| rang   | atlete           | prestatie |
| ------ | ---------------- | --------- |
| Goud   | Sandrine Hennart | 23,93 s   |
| Zilver | Kim Gevaert      | 24,27 s   |
| Brons  | Ellen De Meyere  | 24,40 s   |

### 400 m
| rang   | atleet               | prestatie |
| ------ | -------------------- | --------- |
| Goud   | Olivier Melchior     | 47,46 s   |
| Zilver | Kjell Provost        | 47,70 s   |
| Brons  | François De Bruycker | 48,84 s   |

| rang   | atlete                 | prestatie |
| ------ | ---------------------- | --------- |
| Goud   | Melanie Moreels        | 56,17 s   |
| Zilver | Sylvie-Anne Elshoucht  | 56,33 s   |
| Brons  | Maaiken Vander Plaetse | 56,52 s   |

### 800 m
| rang   | atleet       | prestatie |
| ------ | ------------ | --------- |
| Goud   | Nathan Kahan | 1.50,39   |
| Zilver | Tom Omey     | 1.50,50   |
| Brons  | Tim Rogge    | 1.50,73   |

| rang   | atlete            | prestatie |
| ------ | ----------------- | --------- |
| Goud   | Sandra Stals      | 2.05,21   |
| Zilver | Katrien Maenhout  | 2.06,37   |
| Brons  | Catherine Servais | 2.09,22   |

### 1500 m
| rang   | atleet            | prestatie |
| ------ | ----------------- | --------- |
| Goud   | Christophe Impens | 3.39,44   |
| Zilver | Luc Bernaert      | 3.44,73   |
| Brons  | Olivier Fumière   | 3.53,53   |

| rang   | atlete          | prestatie |
| ------ | --------------- | --------- |
| Goud   | Anja Buysse     | 4.22,67   |
| Zilver | Els Van Coillie | 4.23,84   |
| Brons  | Ludivine Michel | 4.28,89   |

### 3000 m
| rang   | atleet           | prestatie |
| ------ | ---------------- | --------- |
| Goud   | Frédéric Desmedt | 8.16,55   |
| Zilver | Nick Heremans    | 8.16,72   |
| Brons  | Rudy Vlasselaer  | 8.19,48   |

### 60 m horden
| rang   | atleet          | prestatie |
| ------ | --------------- | --------- |
| Goud   | Johan Lisabeth  | 7,82 s    |
| Zilver | Frank Asselman  | 7,83 s    |
| Brons  | Jonathan Nsenga | 7,83 s    |

| rang   | atlete          | prestatie |
| ------ | --------------- | --------- |
| Goud   | Myriam Tschomba | 8,34 s    |
| Zilver | Carine Boux     | 8,51 s    |
| Brons  | Leslie Poelmans | 8,72 s    |

### Verspringen
| rang   | atleet          | prestatie |
| ------ | --------------- | --------- |
| Goud   | Erik Nys        | 7,67 m    |
| Zilver | Yassin Guellet  | 7,35 m    |
| Brons  | Didier Mommaert | 7,21 m    |

| rang   | atlete              | prestatie |
| ------ | ------------------- | --------- |
| Goud   | Catherine Guilmant  | 5,76 m    |
| Zilver | Annelies De Meester | 5,70 m    |
| Brons  | Ilse Denruyter      | 5,58 m    |

### Hink-stap-springen
| rang   | atleet          | prestatie |
| ------ | --------------- | --------- |
| Goud   | Kedjeloba Mambo | 16,21 m   |
| Zilver | Djeke Mambo     | 15,40 m   |
| Brons  | Bert Tomme      | 14,49 m   |

| rang   | atlete              | prestatie |
| ------ | ------------------- | --------- |
| Goud   | Sandra Swennen      | 12,52 m   |
| Zilver | Kathleen Vriesacker | 12,43 m   |
| Brons  | Laurence Rasier     | 11,76 m   |

### Hoogspringen
| rang   | atleet            | prestatie |
| ------ | ----------------- | --------- |
| Goud   | Patrick De Paepe  | 2,17 m    |
| Zilver | Carl Van Roeyen   | 2,07 m    |
| Brons  | Dominique Sandron | 2,07 m    |

| rang   | atlete             | prestatie |
| ------ | ------------------ | --------- |
| Goud   | Natalja Jonckheere | 1,85 m    |
| Zilver | Tia Hellebaut      | 1,77 m    |
| Brons  | Vinciane Wuidard   | 1,65 m    |

### Polsstokhoogspringen
| rang   | atleet         | prestatie |
| ------ | -------------- | --------- |
| Goud   | Alan De Naeyer | 5,20 m    |
| Zilver | Wim Piers      | 5,00 m    |
| Brons  | Johan Wellens  | 4,60 m    |

| rang   | atlete                  | prestatie |
| ------ | ----------------------- | --------- |
| Goud   | Caroline Goetghebuer    | 3,30 m    |
| Zilver | Birgit Kloock           | 3,20 m    |
| Brons  | Sandrine Clinckemaillie | 3,15 m    |

### Kogelstoten
| rang   | atleet            | prestatie |
| ------ | ----------------- | --------- |
| Goud   | Wim Blondeel      | 17,31 m   |
| Zilver | Jordy Beernaert   | 15,68 m   |
| Brons  | Christophe Dupont | 15,26 m   |

| rang   | atlete              | prestatie |
| ------ | ------------------- | --------- |
| Goud   | Greet Meulemeester  | 16,12 m   |
| Zilver | Marie-Paule Geldhof | 14,60 m   |
| Brons  | Mieke Van Thuyne    | 13,40 m   |

1985 ·
1986 ·
1987 ·
1988 ·
1989 ·
1990 ·
1991 ·
1992 ·
1993 .
1994 ·
1995 .
1996 ·
1997 ·
1998 .
1999 ·
2000 .
2001 · 
2002 · 
2003 · 
2004 · 
2005 · 
2006 · 
2007 · 
2008 · 
2009 · 
2010 · 
2011 · 
2012 · 
2013 · 
2014 ·
2015 ·
2016 ·
2017 ·
2018 ·
2019 ·
2020 ·
2021 ·
2022 ·
2023 ·
2024 ·
2025